# Calonectria colhounii
Calonectria colhounii är en svampart som beskrevs av Peerally 1973. Calonectria colhounii ingår i släktet Calonectria och familjen Nectriaceae.   Inga underarter finns listade i Catalogue of Life.